# 10370 Hylonome
A 10370 Hylonome (ideiglenes jelöléssel 1995 DW2) egy kentaur. D. C. Jewitt és J. X. Luu fedezte fel 1995. február 27-én.